# Paul Tighe
Paul Tighe (Navan, 12 de febrero de 1958) es un obispo irlandés de la Iglesia católica. Ocupa el cargo de Secretario del Pontificio Consejo de la Cultura desde su nombramiento el 28 de octubre de 2017. Es el irlandés que ocupa el puesto más alto en la Curia Romana, junto con el obispo Brian Farrell. Fue consagrado obispo  el 27 de febrero de 2016. Anteriormente, ocupó el cargo de secretario adjunto de este mismo dicasterio desde diciembre de 2015, así como de secretario del Pontificio Consejo para las Comunicaciones Sociales desde el 30 de noviembre de 2007. Antes era el director  de la Oficina para Asuntos Públicos de la diócesis de Dublín.
Tras la entrada en vigor de la constitución apostólica Praedicate evangelium el 5 de junio de 2022 pasó a ser secretario de la Sección para la Cultura del Dicasterio para la Cultura y la Educación.
El 12 de julio de 2022 fue nombrado miembro del Dicasterio para los Obispos ad quinquennium.
El 28 de octubre de 2022 fue nombrado secretario del Dicasterio para la Cultura y la Educación ad quinquennium.